# Rembrandt, His Life, His Times, His Work
Rembrandt, His Life, His Times, His Work è un documentario del 1989 diretto da Robert J. Emery e basato sulla vita del pittore olandese Rembrandt.